# VOGUE038
VOGUE038（ヴォーグぜろさんはち）は、北海道札幌市に所在していたYOSAKOIソーラン団体である。

## 概要
VOGUE038は札幌市の本部のほか、過去には福岡支部（VOGUE603）とオホーツク支部（V.0429 -Revival-）があった。

### VOGUE038
VOGUE038は札幌市に拠点をおき、2001年7月にVogue la ga-lere（ヴォーグ ラ ガレー）の後身チームとして結成。
YOSAKOIソーラン祭りの出場を活動のメインとし、その他に、道内・道外・海外で広く活動を行っていた。
2014年6月8日付で活動を終了した。。
2023年1月7日、1日限定でVOGUE038が復活。
某チームの記念公演にて2014年の作品・倭斗をカナモトホールにて演舞し、観客を感動させ、拍手喝采を浴びていた。

### VOGUE603
福岡支部のVOGUE603は福岡市に活動拠点をおき、九州、福岡で活動をしていたが、2013年5月5日に活動を終了した。
その後、VOGUE603を卒業したメンバーが中心となって、新たにチームを立ち上げた。

### V.0429 -Revival-
オホーツク支部のV.0429 -Revival-（ヴォーグオホーツク）は北見市に拠点をおき、2007年11月から活動を開始。
オホーツク方面のお祭りやイベントに参加していたが、2012年11月5日付で活動を終了した。

## 沿革
2000年にVOGUE038の前身であるVogue la ga-lere（ヴォーグ ラ ガレー）を結成。第9回YOSAKOIソーラン祭りに初出場し一次予選突破するも爆破事件によりコンテストが中止になる不運があった。
2001年6月、わずか1年半でVogue la ga-lereが解散。翌月にはVOGUE038として再結成した。
2005年、和製オーケストラ風の作品「NEO JAPANESQUE -恋唄-」で、ファイナルコンテストに初出場。総合第4位を受賞した。
以降、「NEO JAPANESQUE」はシリーズとなり、2007年には初の準YOSAKOIソーラン大賞を受賞。
2014年6月8日にチームが解散した。

### 年表
- 2000年 - Vogue la ga-lereを結成、YOSAKOIソーラン祭り初出場
- 2001年 - Vogue la ga-lereが解散、VOGUE038を再結成
- 2003年 - 支部長賞を受賞
- 2005年 - ファイナルコンテスト初出場、総合第4位（北海道知事賞）を受賞
- 2006年 - ファイナルコンテスト出場、総合第4位（北海道知事賞）を受賞
- 2007年 - ファイナルコンテスト出場、準YOSAKOIソーラン大賞を受賞
- 2008年 - ファイナルコンテスト出場、総合第６位（高知県知事賞）を受賞
- 2009年 - ファイナルコンテスト出場、準YOSAKOIソーラン大賞を受賞
- 2010年 - セミファイナルコンテスト出場、総合2位を受賞
- 2011年 - ファイナルコンテスト出場、優秀賞を受賞
- 2012年 - セミファイナルコンテスト出場、総合１位を受賞
- 2013年 - 一次審査員賞を受賞
- 2014年 - ファイナルコンテスト出場、優秀賞を受賞。同日、チーム解散

### チーム名変更
- Vogue la ga-lere（2000年 - 2001年6月）
- VOGUE038（2001年7月 - 2014年6月）

## テーマ
Vogue la ga-lere
- 2000年 - 平安京の舞[10]
- 2001年 - 平安貴族 京の舞[10]

VOGUE038
- 2002年 - 四神(SHISHIN)[10]
- 2003年 - 神居(KAMUI)[10]
- 2004年 - REAL WAKE[10]
- 2005年 - NEO JAPANESQUE -恋唄-(KOIUTA)[10]
- 2006年 - NEO JAPANESQUE -和心-(WAGOKORO)[10]
- 2007年 - NEO JAPANESQUE -栄華-(EIGA)[10]
- 2008年 - NEO JAPANESQUE -華凛-(KARIN)[10]
- 2009年 - NEO JAPANESQUE -瑞希-(MIZUKI)[10]
- 2010年 - NEO JAPANESQUE -彩粋-(SAIKI)[10]
- 2011年 - NEO JAPANESQUE -翔輝-(TSUBAKI)[10]
- 2012年 - NEO JAPANESQUE -神音-(KANON)[10]
- 2013年 - NEO JAPANESQUE -威吹-(IBUKI)[10]
- 2014年 - NEO JAPANESQUE -倭斗-(YAMATO)[10]

## 受賞歴

### YOSAKOIソーラン祭り受賞歴
- 2000年
  - ※爆弾事件のためコンテスト中止[11]
- 2003年
  - 一次審査ブロック2位（次点）、支部長賞[11]
- 2004年
  - 一次審査ブロック4位、携帯人気投票2位[11]
- 2005年
  - ファイナルコンテスト初出場　第4位（北海道知事賞）[11]
- 2006年
  - ファイナルコンテスト出場　第4位（北海道知事賞）[11]
  - 携帯人気投票第1位[11]
  - YOSAKOIソーラン番付 	関脇（西）[11]
- 2007年
  - ファイナルコンテスト出場　準YOSAKOIソーラン大賞[11]
  - 携帯人気投票第1位[11]
  - YOSAKOIソーラン番付 	大関（東）[11]
- 2008年
  - ファイナルコンテスト出場　第6位（高知県知事賞）[11]
  - YOSAKOIソーラン番付 	大関（東）[11]
- 2009年
  - ファイナルコンテスト出場　準YOSAKOIソーラン大賞[11]
  - 地方車賞[11]
  - 携帯人気投票　第6位[11]
- 2010年
  - セミファイナルコンテスト出場　第2位[11]
  - 携帯人気投票　3位[11]
  - 地方車賞[11]
- 2011年
  - ファイナルコンテスト出場　優秀賞[11]
  - 携帯人気投票　3位[11]
- 2012年
  - セミファイナルコンテスト出場　第1位[11]
  - 携帯人気投票　4位[11]
- 2013年
  - 一次審査員賞[11]
- 2014年
  - ファイナルコンテスト出場　優秀賞[11]
  - 携帯人気投票　4位[11]
  - 地方車賞[11]

### その他受賞歴
- 2001年
  - ふくこいアジア祭り2001 - 感動大賞[11]
- 2002年
  - ふくこいアジア祭り2002 - 感動大賞（2連覇）[11]
- 2004年
  - 北のソーランカーニバル(夕張) - キネマ大賞[11]
  - ふくこいアジア祭り2004 - 第5位（西日本新聞社賞）[11]
- 2005年
  - 千歳トーナメント - 優勝[11]
  - ふくこいアジア祭り2005 - 感動大賞[11]
- 2006年
  - 千歳トーナメント - 優勝（2連覇）[11]
  - ふくこいアジア祭り2006 - 感動大賞（2連覇）[11]
- 2007年
  - 千歳トーナメント - 準優勝[11]
  - KOBE ALIVE - 第3位[11]
  - ふくこいアジア祭り2007 - 感動大賞（3連覇）[11]
- 2008年
  - 千歳トーナメント - 優勝（2年ぶり3度目）[11]
  - すすきの祭り - 第1位[11]
  - ふくこいアジア祭り2008 - 感動大賞（4連覇）[11]
- 2009年
  - KOBE ALIVE 2009 - KOBE ALIVE大賞[11]
- 2010年
  - 千歳トーナメント - ベスト8[11]
  - すすきの祭り - 第1位[11]
  - ふくこいアジア祭り2010 - 第5位[11]
    - 札幌のVOGUE038と、オホーツク支部V.0429～Revival～の合同参加
- 2011年
  - すすきの祭り - 第3位[11]
- 2013年
  - ふくこいアジア祭り2013 - 第4位[11]

### VOGUE603受賞歴
- 2006年
  - ふくこいアジア祭り2006 - 感動大賞（VOGUE038と合同）[12]
  - させぼYOSAKOI祭り - ファイナル（本審査）出場[12]

- 2007年
  - 第10回YOSAKOIさせぼ祭り - 敢闘賞[12]
  - ふくこいアジア祭り - 感動大賞（VOGUE038と合同）[12]
  - 第6回かすがYOSAKOIカーニバル  - かすがYOSAKOI大賞[12]

- 2008年
  - ふくこい祭りinうみなか - フラワーピクニック準大賞[12]
  - 川棚温泉祭り「舞龍祭」 - 審査員特別賞(Cブロック）[12]
  - 太宰府門前よさこい祭り「真舞祭」 - 大賞[12]
  - 弥生ダンスフェスタin吉野ヶ里 - 吉野ヶ里大賞[12]
  - 九中YOSAKOI祭りin北九州 - Bブロック感動大賞[12]
  - 第11回YOSAKOIさせぼ祭り - ファイナル進出[12]
  - YOSAKOIみづま2007 - YOSAKOIみづま賞[12]
  - ふくこいアジア祭り2008 - 感動大賞（VOGUE038と合同）[12]
  - 第6回かすがYOSAKOIカーニバル - 春日市長賞[12]

- 2009年前期（NEO JAPANESQUE -華凛-）
  - ふくこい祭りinうみなか - 審査員特別賞[13]
  - 川棚温泉祭り「舞龍祭」 - Cブロック　シマヤ「ぶちうまい賞」[13]
  - 太宰府天満宮門前よさこい祭り2009 - 太宰府市長賞[13]

- 2009年後期
  - ふくこいアジア祭り2009 - 感動大賞[14]
  - 第１２回YOSKAOIさせぼ祭り - 準大賞[14]
  - YOSAKOIみづま2009 - YOSAKOIみづま賞[14]
- 2010年前期（NEO JAPANESQUE -瑞希-）
  - ふくこいinうみなか 2010 - フラワーピクニック大賞[14]
  - 第30回日田おおやま梅まつり - おおやま梅祭り大賞[14]

- 2010年後期
  - ふくこいアジア祭り2010 - 準感動大賞[15]
  - 第１２回YOSKAOIさせぼ祭り - 準大賞[15]
  - 第10回YOSAKOIかすや祭り - Aブロック優秀賞[15]
  - 第13回YOSAKOIさせぼ祭り - 大賞[15]
  - 春日よさこいカーニバル - かすがYOSAKOI大賞[15]
  - 川棚温泉まつり「舞龍祭」 - Cブロック感動大賞・翔龍[15]

- 2011年前期（NEO JAPANESQUE -彩粋-）
  - ふくこい祭りinうみなか - フラワーピクニック大賞[15]
  - 黒崎よさこい祭り - 準大賞[15]

- 2011年後期
  - ふくこいアジア祭り2011 - 感動賞[16]
  - 第14回YOSAKOIさせぼ祭り - 山県会場賞粋賞[16]
  - 春日奴国あんどん祭り - Bブロック　奴国賞[16]
  - YOSAKOIみづま - YOSAKOIみづま賞[16]
  - 第6回 火の国YOSAKOIまつり - Cブロック　ブロック賞[16]
  - 第8回太宰府門前真舞祭 - Dブロック大賞[16]

- 2012年前期（NEO JAPANESQUE -翔輝-）
  - ふくこい祭りinうみなか - フラワーピクニック大賞[16]
  - 第1回 踊れ！いとしま！ - よさこい踊り賞[16]

- 2012年後期
  - ふくこいアジア祭り2012 - Bブロック予選1位※台風のため決勝審査中止[17]
  - ふくこい2012決勝審査 - 福岡市長賞（4位）[17]
  - 第12回 YOSAKOI かすや祭り - Aブロック優秀賞[17]
  - 第15回 YOSAKOI させぼ祭り - 興賞（演出賞）、敢闘賞[17]
  - 春日奴国あんどん祭り YOSAKOIカーニバル - Bブロック　かすがYOSAKOI大賞[17]
  - YOSAKOIみづま2012 - Cブロック大賞、くーみんTV特別賞[17]

- 2013年前期（NEO JAPANESQUE -神音-）
  - 第7回火の国YOSAKOIまつり - Fブロック大賞[17]
  - 太宰府門前真舞祭 - Eブロック3位[17]